# Kalle Anka i Grand Canyon
Kalle Anka i Grand Canyon (även Grand Canyonscope) (engelska: Grand Canyonscope) är en amerikansk animerad kortfilm med Kalle Anka från 1954.

## Handling
Inför ett gäng turister guidar skogvaktare Woodlore Grand Canyon. En av turisterna, Kalle Anka, ställer till mer problem än de andra.

## Om filmen
Filmen finns i två versioner, en ursprunglig version producerad i Cinemascope och en alternativ version beskuren i 4:3 som visats på TV ett antal gånger.
Filmen har getts ut på VHS och finns dubbad till svenska.

## Rollista
- Clarence Nash – Kalle Anka
- Bill Thompson – skogvaktare J. Audubon Woodlore
- James MacDonald – puma (inget tal)[7]